# Huda luknja
Huda luknja este o arie protejată (arie specială de conservare — SAC, sit de importanță comunitară — SCI) din Slovenia întinsă pe o suprafață de 3.018,19 ha, integral pe uscat.

## Localizare
Centrul sitului Huda luknja este situat la coordonatele 46°24′34″N 15°11′36″E / 46.4095°N 15.1932°E.

## Înființare
Situl Huda luknja a fost declarat sit de importanță comunitară în aprilie 2004 pentru a proteja 1 specie de plante și 9 specii de animale. Situl a fost protejat și ca arie specială de conservare în februarie 2012.

## Biodiversitate
Situată în ecoregiunea alpină, aria protejată conține 4 habitate naturale: Pajiști cu Molinia pe soluri calcaroase, turboase sau argilos-nămoloase (Molinion caeruleae), Peșteri inaccesibile publicului, Păduri ilirice de Fagus sylvatica (Aremonio-Fagion), Păduri de pin scoțian din Dolomiții dinarici (Genisto januensis-Pinetum).
La baza desemnării sitului se află mai multe specii protejate:
- plante (1): moșișoare (Liparis loeselii)
- mamifere (5): liliac cârn (Barbastella barbastellus), liliac cu aripi lungi (Miniopterus schreibersii), liliac comun (Myotis myotis), liliacul mare cu potcoavă (Rhinolophus ferrumequinum), liliacul mic cu potcoavă (Rhinolophus hipposideros)
- nevertebrate (4): Austropotamobius torrentium, fluturele auriu (Euphydryas aurinia), fluturele flitirar (Euphydryas maturna), fluturele purpuriu (Lycaena dispar)